# (11279) 1989 TC
(11279) 1989 TC est un objet de la ceinture principale intérieure découvert en 1989.

## Description
(11279) 1989 TC a été découvert le 1er octobre 1989 à l'observatoire Palomar, situé au nord de San Diego en Californie, par Jeff Alu et Eleanor Francis Helin.

### Caractéristiques orbitales
L'orbite de cet astéroïde est caractérisée par un demi-grand axe de 1,88 UA, un périhélie de 1,80 UA, une excentricité de 0,05 et une inclinaison de 23,85° par rapport à l'écliptique. Du fait de ces caractéristiques, à savoir un demi-grand axe inférieur à 2 UA et un périhélie supérieur à 1,666 UA, il est classé, selon la JPL Small-Body Database, objet de la ceinture principale intérieure.

### Caractéristiques physiques
(11279) 1989 TC a une magnitude absolue (H) de 14,5 et un albédo estimé à 0,320.